# Fotbal la Jocurile Olimpice de vară din 2020
Probele sportive de fotbal la Jocurile Olimpice de vară din 2020 s-au desfășurat la Tokyo și în alte șase orașe din Japonia în perioada 21 iulie - 7 august 2021. În afara orașului gazdă Tokyo, meciuri de fotbal s-au mai jucat la Kashima, Saitama, Sapporo, Sendai, Yokohama și Chōfu. 
Nu a existat nicio restricție de vârstă la proba feminină. La proba masculină au putut participa doar echipe U24: jucători născuți pe sau după 1 ianuarie 1997, fiecare echipă având voie să includă cel mult trei jucători ce au depășit vârsta de 24 de ani. Turneul masculin este restricționat în general jucătorilor U23, dar din cauza amânării Olimpiadei cu un an, FIFA a decis să mențină restricția pentru jucătorii născuți pe sau după 1 ianuarie 1997. În iunie 2020 FIFA a aprobat utilizarea sistemului VAR la Jocurile Olimpice.

## Competiția masculină
Competiția constă din două etape: o etapă a grupelor cu patru grupe formate din patru echipe, urmată de o fază eliminatorie disputată de opt echipe care au avansat în faza următoare: câștigătoarele de grupă și echipele de locul 2. Cele 16 echipe vor fi alocate în patru grupe de câte patru echipe. Gazda Japonia a fost inclusă automat în Urna valorică 1 și repartizate pe poziția A1, în timp ce echipele rămase sunt clasificate în urnele respective pe baza rezultatelor lor de la ultimele cinci olimpiade (turneele mai recente având o pondere mai mare), cu puncte bonus acordate campioanelor confederațiilor. Nici o grupă nu poate avea mai multe echipe din aceeași confederație.

### Etapa grupelor

#### Grupa A
| Loc | Echipa        | MJ | V | E | Î | GM | GP | DG | Pct | Calificare                     |
| --- | ------------- | -- | - | - | - | -- | -- | -- | --- | ------------------------------ |
| 1   | Japonia (H)   | 3  | 3 | 0 | 0 | 7  | 1  | +6 | 9   | Avansează în Faza eliminatorie |
| 2   | Mexic         | 3  | 2 | 0 | 1 | 8  | 3  | +5 | 6   | Avansează în Faza eliminatorie |
| 3   | Franța        | 3  | 1 | 0 | 2 | 5  | 11 | −6 | 3   |                                |
| 4   | Africa de Sud | 3  | 0 | 0 | 3 | 3  | 8  | −5 | 0   |                                |

#### Grupa B
| Loc | Echipa        | MJ | V | E | Î | GM | GP | DG | Pct | Calificare                     |
| --- | ------------- | -- | - | - | - | -- | -- | -- | --- | ------------------------------ |
| 1   | Coreea de Sud | 3  | 2 | 0 | 1 | 10 | 1  | +9 | 6   | Avansează în Faza eliminatorie |
| 2   | Noua Zeelandă | 3  | 1 | 1 | 1 | 3  | 3  | 0  | 4   | Avansează în Faza eliminatorie |
| 3   | România       | 3  | 1 | 1 | 1 | 1  | 4  | −3 | 4   |                                |
| 4   | Honduras      | 3  | 1 | 0 | 2 | 3  | 9  | −6 | 3   |                                |

#### Grupa C
| Loc | Echipa    | MJ | V | E | Î | GM | GP | DG | Pct | Calificare                     |
| --- | --------- | -- | - | - | - | -- | -- | -- | --- | ------------------------------ |
| 1   | Spania    | 3  | 1 | 2 | 0 | 2  | 1  | +1 | 5   | Avansează în Faza eliminatorie |
| 2   | Egipt     | 3  | 1 | 1 | 1 | 2  | 1  | +1 | 4   | Avansează în Faza eliminatorie |
| 3   | Argentina | 3  | 1 | 1 | 1 | 2  | 3  | −1 | 4   |                                |
| 4   | Australia | 3  | 1 | 0 | 2 | 2  | 3  | −1 | 3   |                                |

#### Grupa D
| Loc | Echipa           | MJ | V | E | Î | GM | GP | DG | Pct | Calificare                     |
| --- | ---------------- | -- | - | - | - | -- | -- | -- | --- | ------------------------------ |
| 1   | Brazilia         | 3  | 2 | 1 | 0 | 7  | 3  | +4 | 7   | Avansează în Faza eliminatorie |
| 2   | Coasta de Fildeș | 3  | 1 | 2 | 0 | 3  | 2  | +1 | 5   | Avansează în Faza eliminatorie |
| 3   | Germania         | 3  | 1 | 1 | 1 | 6  | 7  | −1 | 4   |                                |
| 4   | Arabia Saudită   | 3  | 0 | 0 | 3 | 4  | 8  | −4 | 0   |                                |

## Faza eliminatorie
|  | Sferturi de finală  | Sferturi de finală |                     |       | Semifinale            | Semifinale            |  |  | Meciul pentru locul 1 | Meciul pentru locul 1 |
|  |                     |                    |                     |       |                       |                       |  |  |                       |                       |
|  | 31 iulie – Yokohama |                    |                     |       |                       |                       |  |  |                       |                       |
|  |                     |                    |                     |       |                       |                       |  |  |                       |                       |
|  | Coreea de Sud       | 3                  |                     |       |                       |                       |  |  |                       |                       |
|  | Coreea de Sud       | 3                  | 3 august – Kashima  |       |                       |                       |  |  |                       |                       |
|  | Mexic               | 6                  |                     |       |                       |                       |  |  |                       |                       |
|  | Mexic               | 6                  | Mexic               | 0 (1) |                       |                       |  |  |                       |                       |
|  | 31 iulie – Saitama  |                    | Mexic               | 0 (1) |                       |                       |  |  |                       |                       |
|  |                     | Brazilia (pen)     | 0 (4)               |       |                       |                       |  |  |                       |                       |
|  | Brazilia            | Brazilia (pen)     | 0 (4)               | 1     |                       |                       |  |  |                       |                       |
|  | Brazilia            |                    | 7 august – Yokohama | 1     |                       |                       |  |  |                       |                       |
|  | Egipt               | 0                  |                     |       |                       |                       |  |  |                       |                       |
|  | Egipt               | 0                  | Brazilia (prel)     | 2     |                       |                       |  |  |                       |                       |
|  | 31 iulie – Kashima  |                    | Brazilia (prel)     | 2     |                       |                       |  |  |                       |                       |
|  |                     | Spania             | 1                   |       |                       |                       |  |  |                       |                       |
|  | Japonia (pen)       | Spania             | 1                   | 0 (4) |                       |                       |  |  |                       |                       |
|  | Japonia (pen)       | 3 august – Saitama |                     | 0 (4) |                       |                       |  |  |                       |                       |
|  | Noua Zeelandă       | 0 (2)              |                     |       |                       |                       |  |  |                       |                       |
|  | Noua Zeelandă       | 0 (2)              | Japonia             | 0     |                       |                       |  |  |                       |                       |
|  | 31 iulie – Rifu     |                    | Japonia             | 0     |                       |                       |  |  |                       |                       |
|  |                     | Spania (prel)      | 1                   |       | Meciul pentru locul 3 | Meciul pentru locul 3 |  |  |                       |                       |
|  | Spania (prel)       | Spania (prel)      | 1                   | 5     | Meciul pentru locul 3 | Meciul pentru locul 3 |  |  |                       |                       |
|  | Spania (prel)       |                    | 6 august – Saitama  | 5     |                       |                       |  |  |                       |                       |
|  | Coasta de Fildeș    | 2                  |                     |       |                       |                       |  |  |                       |                       |
|  | Coasta de Fildeș    | 2                  | Mexic               | 3     |                       |                       |  |  |                       |                       |
|  |                     |                    |                     |       |                       |                       |  |  |                       |                       |
|  | Japonia             | 1                  |                     |       |                       |                       |  |  |                       |                       |
|  | Japonia             | 1                  |                     |       |                       |                       |  |  |                       |                       |

## Competiția feminină
Competiția constă din două etape: o etapă a grupelor cu trei grupe formate din patru echipe, urmată de o fază eliminatorie disputată de opt echipe care au avansat în faza următoare: primele 2 clasate din fiecare grupă și cele mai bune 2 echipe de pe locul 3. Cele 12 echipe vor fi alocate în trei grupe de câte patru echipe. Gazda Japonia a fost inclusă automat în Urna valorică 1 și repartizată pe poziția A1, în timp ce echipele rămase sunt clasificate în urnele respective pe baza clasamentului mondial FIFA de la 16 aprilie 2021. Întrucât Marea Britanie nu este membră FIFA, și deci nu este prezentă în clasamentul FIFA, locul ei în urna valorică este determinat pe baza locului ocupat de echipa de fotbal feminin a Angliei. Nici o grupă nu poate avea mai multe echipe din aceeași confederație.

### Etapa grupelor

#### Grupa E
| Loc | Echipa         | MJ | V | E | Î | GM | GP | DG | Pct | Calificare                     |
| --- | -------------- | -- | - | - | - | -- | -- | -- | --- | ------------------------------ |
| 1   | Marea Britanie | 3  | 2 | 1 | 0 | 4  | 1  | +3 | 7   | Avansează în Faza eliminatorie |
| 2   | Canada         | 3  | 1 | 2 | 0 | 4  | 3  | +1 | 5   | Avansează în Faza eliminatorie |
| 3   | Japonia (H)    | 3  | 1 | 1 | 1 | 2  | 2  | 0  | 4   | Avansează în Faza eliminatorie |
| 4   | Chile          | 3  | 0 | 0 | 3 | 1  | 5  | −4 | 0   |                                |

#### Grupa F
| Loc | Echipa        | MJ | V | E | Î | GM | GP | DG  | Pct | Calificare                     |
| --- | ------------- | -- | - | - | - | -- | -- | --- | --- | ------------------------------ |
| 1   | Țările de Jos | 3  | 2 | 1 | 0 | 21 | 8  | +13 | 7   | Avansează în Faza eliminatorie |
| 2   | Brazilia      | 3  | 2 | 1 | 0 | 9  | 3  | +6  | 7   | Avansează în Faza eliminatorie |
| 3   | Zambia        | 3  | 0 | 1 | 2 | 7  | 15 | −8  | 1   |                                |
| 4   | China         | 3  | 0 | 1 | 2 | 6  | 17 | −11 | 1   |                                |

#### Grupa G
| Loc | Echipa        | MJ | V | E | Î | GM | GP | DG | Pct | Calificare                     |
| --- | ------------- | -- | - | - | - | -- | -- | -- | --- | ------------------------------ |
| 1   | Suedia        | 3  | 3 | 0 | 0 | 9  | 2  | +7 | 9   | Avansează în Faza eliminatorie |
| 2   | Statele Unite | 3  | 1 | 1 | 1 | 6  | 4  | +2 | 4   | Avansează în Faza eliminatorie |
| 3   | Australia     | 3  | 1 | 1 | 1 | 4  | 5  | −1 | 4   | Avansează în Faza eliminatorie |
| 4   | Noua Zeelandă | 3  | 0 | 0 | 3 | 2  | 10 | −8 | 0   |                                |

## Faza eliminatorie
|  | Sferturi de finală  | Sferturi de finală |                     |                    | Semifinale            | Semifinale            |  |  | Meciul pentru locul 1 | Meciul pentru locul 1 |
|  |                     |                    |                     |                    |                       |                       |  |  |                       |                       |
|  | 30 iulie – Kashima  |                    |                     |                    |                       |                       |  |  |                       |                       |
|  |                     |                    |                     |                    |                       |                       |  |  |                       |                       |
|  | Marea Britanie      | 3                  |                     |                    |                       |                       |  |  |                       |                       |
|  | Marea Britanie      | 3                  | 2 august – Yokohama |                    |                       |                       |  |  |                       |                       |
|  | Australia (prel)    | 4                  |                     |                    |                       |                       |  |  |                       |                       |
|  | Australia (prel)    | 4                  | Australia           | 0                  |                       |                       |  |  |                       |                       |
|  | 30 iulie – Saitama  |                    | Australia           | 0                  |                       |                       |  |  |                       |                       |
|  |                     | Suedia             |                     |                    |                       |                       |  |  |                       |                       |
|  | Suedia              | 3                  |                     |                    |                       |                       |  |  |                       |                       |
|  | Suedia              | 3                  | 6 august – Tokyo    |                    |                       |                       |  |  |                       |                       |
|  | Japonia             | 1                  |                     |                    |                       |                       |  |  |                       |                       |
|  | Japonia             | 1                  | Suedia              | 1 (2)              |                       |                       |  |  |                       |                       |
|  | 30 iulie – Yokohama |                    | Suedia              | 1 (2)              |                       |                       |  |  |                       |                       |
|  |                     | Canada (pen)       | 1 (3)               |                    |                       |                       |  |  |                       |                       |
|  | Țările de Jos       | Canada (pen)       | 1 (3)               | 2 (2)              |                       |                       |  |  |                       |                       |
|  | Țările de Jos       | 2 august – Kashima |                     | 2 (2)              |                       |                       |  |  |                       |                       |
|  | Statele Unite (pen) | 2 (4)              |                     |                    |                       |                       |  |  |                       |                       |
|  | Statele Unite (pen) | 2 (4)              | Statele Unite       |                    |                       |                       |  |  |                       |                       |
|  | 30 iulie – Rifu     |                    |                     |                    |                       |                       |  |  |                       |                       |
|  |                     | Canada             |                     |                    | Meciul pentru locul 3 | Meciul pentru locul 3 |  |  |                       |                       |
|  | Canada (pen)        | Canada             | 0 (4)               |                    | Meciul pentru locul 3 | Meciul pentru locul 3 |  |  |                       |                       |
|  | Canada (pen)        |                    | 0 (4)               | 5 august – Kashima |                       |                       |  |  |                       |                       |
|  | Brazilia            | 0 (3)              |                     |                    |                       |                       |  |  |                       |                       |
|  | Brazilia            | 0 (3)              | Australia           | 3                  |                       |                       |  |  |                       |                       |
|  |                     |                    |                     |                    |                       |                       |  |  |                       |                       |
|  | Statele Unite       | 4                  |                     |                    |                       |                       |  |  |                       |                       |
|  | Statele Unite       | 4                  |                     |                    |                       |                       |  |  |                       |                       |

## Rezultate

### Medaliați
| Probă    | Aur | Argint | Bronz |
| Masculin | Brazilia · Santos · Gabriel Menino · Diego Carlos · Ricardo Graça · Douglas Luiz · Guilherme Arana · Paulinho · Bruno Guimarães · Matheus Cunha · Richarlison · Antony · Brenno · Dani Alves · Bruno Fuchs · Nino · Abner · Malcom · Matheus Henrique · Reinier · Claudinho · Gabriel Martinelli · Lucão                                                                                   | Spania · Unai Simón · Óscar Mingueza · Marc Cucurella · Pau Torres · Jesús Vallejo · Martín Zubimendi · Marco Asensio · Mikel Merino · Rafa Mir · Dani Ceballos · Mikel Oyarzabal · Eric García · Álvaro Fernández · Carlos Soler · Jon Moncayola · Pedri · Javi Puado · Óscar Gil · Dani Olmo · Juan Miranda · Bryan Gil · Iván Villar                                                                   | Mexic (MEX) · Luis Malagón · Jorge Sánchez · César Montes · Jesús Alberto Angulo · Johan Vásquez · Vladimir Loroña · Luis Romo · Carlos Rodríguez · Henry Martín · Diego Lainez · Alexis Vega · Adrián Mora · Guillermo Ochoa · Érick Aguirre · Uriel Antuna · José Joaquín Esquivel · Sebastián Córdova · Eduardo Aguirre · Jesús Ricardo Angulo · Fernando Beltrán · Roberto Alvarado · Sebastián Jurado |
| Feminin  | Canada (CAN) · Stephanie Labbé · Allysha Chapman · Kadeisha Buchanan · Shelina Zadorsky · Quinn · Deanne Rose · Julia Grosso · Jayde Riviere · Adriana Leon · Ashley Lawrence · Desiree Scott · Christine Sinclair · Évelyne Viens · Vanessa Gilles · Nichelle Prince · Janine Beckie · Jessie Fleming · Kailen Sheridan · Jordyn Huitema · Sophie Schmidt · Gabrielle Carle · Erin McLeod | Suedia (SWE) · Hedvig Lindahl · Jonna Andersson · Emma Kullberg · Hanna Glas · Hanna Bennison · Magdalena Eriksson · Madelen Janogy · Lina Hurtig · Kosovare Asllani · Sofia Jakobsson · Stina Blackstenius · Jennifer Falk · Amanda Ilestedt · Nathalie Björn · Olivia Schough · Filippa Angeldal · Caroline Seger · Fridolina Rolfö · Anna Anvegård · Julia Roddar · Rebecka Blomqvist · Zećira Mušović | Statele Unite ale Americii (USA) · Alyssa Naeher · Crystal Dunn · Sam Mewis · Becky Sauerbrunn · Kelley O'Hara · Kristie Mewis · Tobin Heath · Julie Ertz · Lindsey Horan · Carli Lloyd · Christen Press · Tierna Davidson · Alex Morgan · Emily Sonnett · Megan Rapinoe · Rose Lavelle · Abby Dahlkemper · Adrianna Franch · Catarina Macario · Casey Krueger · Lynn Williams · Jane Campbell             |

### Clasament pe medalii
| Loc   | Țară                       | Aur | Argint | Bronz | Total |
| ----- | -------------------------- | --- | ------ | ----- | ----- |
| 1     | Brazilia                   | 1   | 0      | 0     | 1     |
| 1     | Canada                     | 1   | 0      | 0     | 1     |
| 3     | Spania                     | 0   | 1      | 0     | 1     |
| 3     | Suedia                     | 0   | 1      | 0     | 1     |
| 5     | Mexic                      | 0   | 0      | 1     | 1     |
| 5     | Statele Unite ale Americii | 0   | 0      | 1     | 1     |
| Total | Total                      | 2   | 2      | 2     | 6     |